# Dummer (New Hampshire)
Dummer – miasto w Stanach Zjednoczonych, w stanie New Hampshire, w hrabstwie Coös.